# ヴァン・ヴァルフリート・エクマン
ヴァン・ヴァルフリート・エクマン （Vagn Walfrid Ekman、1874年5月3日 - 1954年3月9日）は、スウェーデンの海洋物理学者。いわゆるエクマンの海流理論の提唱者として、現代海洋物理学界の最高峰と謳われた。父は海洋学者のグスタフ・エクマン。
スウェーデンのストックホルムに生まれ、ウプサラ大学卒業後ヴィルヘルム・ビヤークネスの指導を受けた。フラム号による北極探検の成果を整理中だったフリチョフ・ナンセンより、風吹流に及ぼす地球の自転の影響を理論的に研究してくれるようにとの依頼を受け、ビヤークネスの推薦によりこれに従事し、北氷洋で氷の流れ方が風より20～40°ほど右偏していることから、従来の海流理論に地球自転の転向力と海水の渦粘性を導入して理論値と観測値との一致を見、1905年に実測結果を説明した。これはエクマン理論の骨子となるものであった。後にノルウェーにおもむきスウェーデンに再び帰り、ルンド大学の力学および理数物理学教授となった。
エクマンの業績は海流理論のみならず海洋物理学の広い分野に及んでいる。すなわち、ナンセンとともに死水現象の理論的解明を行い、また海水圧縮率の研究を行った。これはのちにビヤークネス・サンドストレーム（Johan Sandström）によって発展され海中の質量分布と圧力に関する力学的計算になって海流の推算に大きな貢献をした。このほか比熱、風の応力、海面傾斜、傾斜流、深層流、密度流など数々の理論的研究がある。晩年は混濁流に興味を持ちこの研究を進めていた。